# Alchemilla ledebourii
Alchemilla ledebourii es una especie de planta del género Alchemilla, perteneciente a la familia Rosaceae.

## Taxonomía
Alchemilla ledebourii fue descrita por Serguéi Yuzepchuk en 1954.

## Distribución
Se encuentra en el territorio de Kazajistán, Krai de Krasnoyarsk y en el occidente de Siberia.